# أو تي-64 سكوت
أو تي-64 سكوت (بالتشيكية والبولندية: OT-64 SKOT) هي ناقلة جنود مدرعة برمائية ذات دفع 8x8، طورت وأنتجت من قبل كل من بولندا وتشيكوسلوفاكيا في الستينيات من القرن الماضي.